# Taifa de Lisboa
L'emirat d'al-Uixbuna o taifa de Lisboa (àrab: طائفة الأشبونة, ṭāʾifat al-Uxbūna) fou un petit estat de curta durada que es va crear al voltant d'aquesta ciutat, a conseqüència de problemes successoris de l'emirat de Batalyaws (Badajoz).
A la mort de l'eslau Sàbur (1022), emir de Batalyaws, el seu visir, Abd-Al·lah ibn Muhàmmad ibn al-Àftas va prendre el poder ignorant els drets dels seus dos fills, Abd-al-Malik ibn Sàbur i Abd-al-Aziz ibn Sàbur, que van reclamar els seus drets des de Lisboa. Allí, els dos germans al principi i més tard únicament el primer d'ells, van suportar els atacs d'Ibn al-Aftàs. La ciutat seria reincorporada a Batalyaws en data incerta, anterior a 1045.